# Hile-Alifa
Hile-Alifa es una comuna camerunesa perteneciente al departamento de Logone-et-Chari de la región del Extremo Norte.
En 2005 tenía 18 425 habitantes, de los que 3647 vivían en la capital comunal homónima.
Se ubica en la periferia meridional de la sabana inundada del lago Chad, unos 100 km al noroeste de Yamena.

## Localidades
Comprende, además de la ciudad de Hile-Alifa, las siguientes localidades:
- Abari
- Abassouni I
- Abassouni II
- Abou Yakouba
- Adjiri
- Albréla
- Alifaré
- Amasadek
- Amchilga
- Amdagalgui
- Ardebé I
- Ardebé II
- Attri I
- Attri II
- Balma
- Banissawé
- Baouri
- Bargaram
- Barkari
- Bélay
- Belguédé
- Bidi
- Blabago
- Blabli
- Blangafé
- Bodo
- Boussaya
- Bri Banisset
- Chagama
- Choloba
- Daboukoré
- Damalgou
- Dambè
- Danaba Toumsa
- Déga
- Dildil Banisset
- Djabari
- Djayaya
- Djireib
- Djouka
- Dodéhé Krenak
- Dolé
- Dongolo
- Fadjé
- Fadjé
- Fadjé Banisset
- Farkmari
- Fima
- Fotokol
- Gadaféi
- Galoué
- Gambarou
- Glo Arabe
- Gogré
- Golmo
- Goumari
- Grémari
- Guégueri
- Guéilala
- Hadamari
- Haïgayo
- Hérérimé
- Kabetoua
- Kalguiwa
- Kaloué
- Kaoussé
- Karéna
- Kartché
- Kassibé
- Késawa
- Koubougué
- Koundjara
- Leimari
- Liséme
- Lissénié
- Madaik
- Mafandé
- Mafoulso
- Magadi I
- Magadi II
- Magala Djamena
- Magala Hidjelidjé
- Magam Arabe
- Mainari
- Mainari
- Malimali
- Malmandja
- Manawadji
- Manda
- Margama
- Markhi
- Massio
- Mbartalla I
- Médégen
- Moungachiri
- Naga
- Nakahir
- Nanami
- Ndéga
- Ndégo
- Ndelbeng
- Ndjoda
- Ngaiwa
- Nganawé
- Ngouma
- Nigué
- Oh
- Oh Lissénié
- Orogadji
- Orokaïmé
- Ouadak
- Ouangara
- Ouaramari
- Ourochagama
- Ringué
- Rouroundé
- Sagmé
- Sambori
- Souargué
- Tchoukouli
- Wacham
- Wachamo
- Wachan
- Warou I
- Warou II
- Woromari
- Zaman I